# 奥列格·伊万宁斯基
奥列格·伊万诺维奇·伊万宁斯基（羅馬化：Oleg Ivanovich Ivaninskiy；1966年6月5日—）是俄罗斯政治人物，第八届国家杜马代表。
1995年，伊万宁斯基被授予医学全博士学位。1990年代初，他在新西伯利亚州地区临床医院担任泌尿科医生。1996年至1998年，他担任新西伯利亚中央区行政卫生部门负责人。2001年至2021年，他担任第三届、第四届、第五届以及后来的第七届新西伯利亚州立法议会代表。2001年至2011年，他担任新西伯利亚市卫生保健服务机构“紧急医疗救助站”的主任医师。2011年，他领导新西伯利亚地区临床肿瘤药房。2014年，伊万宁斯基被任命为新西伯利亚州卫生部长。2021年9月起，他担任第八届国家杜马代表。
奥列格·伊万宁斯基已婚并育有三个孩子。

## 制裁
伊万宁斯基于2022年因俄乌战争而受到加拿大和英国政府制裁。